# Elezione papale del 1216
L'elezione papale del 1216 venne convocata a seguito del decesso di papa Innocenzo III. Ne uscì eletto il cardinale Cencio detto Camerario, erroneamente ritenuto appartenente alla famiglia Savelli, che prese il nome di papa Onorio III.

## Morte di Innocenzo III
Con Innocenzo III, che aveva rafforzato ancor di più la sua autorità con la conclusione del grande Concilio dell'anno precedente, il papato medievale raggiungeva il suo apogeo. Ora, per conseguire l'obiettivo di organizzare una nuova crociata, Innocenzo III si era messo in viaggio nell'estate del 1216 alla volta di Pisa e Genova per placare i dissidi tra le due superpotenze marinare dell'epoca, vitali per il sostegno al suo progetto di crociata. Ma giunto a Perugia, per le conseguenze di un recidivo attacco di febbre, venne colto da colpo apoplettico e si spense il 16 luglio del 1216 a soli 55 anni.
Venne sepolto il giorno successivo nella cattedrale di Perugia, accanto all'altare di Sant'Erculano che egli stesso aveva consacrato appena qualche settimana prima.

## Lista dei partecipanti[3]

### Presenti in conclave
| Nome                                     | Paese                | Titolo                                                         | Ruolo                                                                                               | Nascita  | Concistoro |
| ---------------------------------------- | -------------------- | -------------------------------------------------------------- | --------------------------------------------------------------------------------------------------- | -------- | ---------- |
| Niccolò de Romanis                       | Stato Pontificio     | Cardinale vescovo di Frascati                                  | Decano del collegio cardinalizio; Legato pontificio in Prussia                                      |          | 03/1205    |
| Guido Papareschi                         | Stato Pontificio     | Cardinale vescovo di Palestrina                                | Arciprete della Patriarcale Basilica Vaticana; Uditore di Santa Romana Chiesa                       |          | 09/1190    |
| Ugolino dei Conti di Segni               | Stato Pontificio     | Cardinale vescovo di Ostia e Velletri; Nipote di Innocenzo III | Legato pontificio emerito in Germania; eletto papa con il nome di Gregorio IX nel conclave del 1241 | 1170 ca. | 12/1198    |
| Benedetto                                |                      | Cardinale vescovo di Porto                                     | Legato pontificio emerito a Costantinopoli                                                          |          | 12/1200    |
| Paio Galvão, O.S.B.                      | Regno del Portogallo | Cardinale vescovo di Albano                                    | Legato pontificio emerito a Costantinopoli                                                          | 1165     | 03/1205    |
| Cynthius de Cinciis                      | Stato Pontificio     | Cardinale presbitero di San Lorenzo in Lucina                  | |          | 09/1190    |
| Leone Brancaleone                        | Stato Pontificio     | Cardinale presbitero di Santa Croce in Gerusalemme             | Legato pontificio in Ungheria                                                                       |          | 12/1200    |
| Pietro Sasso                             | Stato Pontificio     | Cardinale presbitero di Santa Pudenziana                       | Legato pontificio in Germania                                                                       |          | 03/1205    |
| Giovanni Colonna                         | Stato Pontificio     | Cardinale presbitero di Santa Prassede                         | | 1180 ca. | 03/1205    |
| Stefano di Ceccano                       | Stato Pontificio     | Cardinale presbitero dei Santi XII Apostoli                    | Abate di Fossanova                                                                                  | 1170 ca. | 18/02/1212 |
| Robert Curson                            | Regno d'Inghilterra  | Cardinale presbitero di Santo Stefano al Monte Celio           | Legato pontificio a latere in Francia                                                               | 1170 ca. | 18/02/1212 |
| Gregorio Theodoli                        | Forlì                | Cardinale presbitero di Sant'Anastasia                         | |          | 02/1216    |
| Tommaso da Capua                         | Regno di Sicilia     | Cardinale presbitero di Santa Sabina                           | Vice-Cancelliere di Santa Romana Chiesa                                                             | 1182 ca. | 02/1216    |
| Pietro Collevaccino                      | Regno di Sicilia     | Cardinale diacono di Santa maria in Aquiro                     | Legato pontificio in Francia                                                                        | 1165 ca. | 18/02/1212 |
| Guido Pierleone                          | Stato Pontificio     | Cardinale diacono di San Nicola in Carcere                     | Cardinale protodiacono                                                                              |          | 03/1205    |
| Gregorio Crescenzio                      | Stato Pontificio     | Cardinale diacono di San Teodoro                               | |          | 12/03/1188 |
| Ottaviano dei conti di Segni             | Stato Pontificio     | Cardinale diacono dei Santi Sergio e Bacco                     | Uditore della Sacra Rota Romana; cugino di Innocenzo III                                            | 1165 ca. | 03/1205    |
| Giovanni                                 | Stato Pontificio     | Cardinale diacono dei Santi Cosma e Damiano                    | Cappellano di Sua Santità                                                                           |          | 03/1205    |
| Raniero Capocci, O: Cist.                | Stato Pontificio     | Cardinale diacono di Santa Maria in Cosmedin                   | Legato pontificio in Lombardia                                                                      | 1185 ca. | 02/1216    |
| Cencio Savelli                           | Stato Pontificio     | Cardinale presbitero dei Santi Giovanni e Paolo                | Camerlengo di Santa Romana Chiesa; eletto papa                                                      | 1150 ca. | 20/02/1193 |
| Romano Bonaventura                       | Stato Pontificio     | Cardinale diacono di Sant'Angelo in Pescheria                  | |          | 02/1216    |
| Bertrando                                | Stato Pontificio     | Cardinale diacono di San Giorgio al Velabro                    | |          | 18/02/1212 |
| Stefano de Normandis dei Conti, O: Cist. | Stato Pontificio     | Cardinale diacono di Sant'Adriano al Foro                      | Arcidiacono di Norfolk                                                                              | 1190 ca. | 02/1216    |
| Tommaso da Ebulo                         | Regno di Sicilia     | Cardinale diacono di Santa Maria in Via Lata                   | |          | 03/1205    |

### Assenti in conclave
| Nome              | Paese               | Titolo                                                      | Ruolo                                 | Nascita  | Concistoro |
| ----------------- | ------------------- | ----------------------------------------------------------- | ------------------------------------- | -------- | ---------- |
| Stephen Langton   | Regno d'Inghilterra | Cardinale presbitero di San Crisogono                       | Arcivescovo metropolita di Canterbury | 1150     | 03/1205    |
| Guala Bicchieri   | Vercelli            | Cardinale presbitero dei Santi Silvestro e Martino ai Monti | Legato pontificio in Inghilterra      | 1150 ca. | 03/1205    |
| Rogerio           | Regno di Sicilia    | Cardinale presbitero di Sant'Eusebio                        | Abate emerito di Montecassino         | 1145 ca. | 12/1178    |
| Adelardo Cattaneo | Marca di Verona     | Cardinale presbitero                                        | Vescovo di Verona                     | 1130 ca. | 06/03/1185 |

## Elezione di papa Onorio III
Due giorni dopo la morte di papa Innocenzo III, i cardinali si riunirono pertanto nel palazzo pontificio di Perugia e si segregarono deliberatamente. Quella del 1216 è considerata, nonostante i precedenti delle elezioni del 1118 e del 1198, come il primo Conclave. Tuttavia le fonti sono discordanti e non è infatti certo se i cardinali presenti in quel momento decisero di segregarsi volontariamente o perché pressati dalle autorità locali. Altra importante novità, si decise di eleggere il nuovo papa tramite un compromissum, cioè il nuovo pontefice sarebbe stato eletto da un comitato ristretto di cardinali e successivamente tutto il Sacro Collegio avrebbe confermato la scelta. L'elezione si presentava dunque difficile e le delicate congiunture politiche del momento esigevano una scelta rapida. I cardinali Ugolino di Ostia (futuro papa Gregorio IX) e Guido di Palestrina furono gli unici membri designati del comitato i quali scelsero immediatamente il cardinale Cencio, scelta poi approvata all'unanimità dal resto dei cardinali. Il romano Cencio accettò con riluttanza la nomina e scelse il nome di Onorio III.
Il 24 luglio il neo-eletto venne consacrato nell'antica cattedrale della città e incoronato dal cardinale protodiacono Guido Pierleone. Onorio III fece quindi ritorno a Roma insieme al suo seguito il 31 agosto, dove prese possesso della Basilica Laterana il successivo 4 settembre.